# Българи в Република Ирландия
Българите в Република Ирландия са между 2000 и 4000 души.

## Култура

### Дружества
- Ирландско-българско образователно и културно дружество – Дъблин (от 2003)

### Електронни медии
Български електронни медии са: Българско интернет общество в Ирландия BulgariaIE (от 2004), Сайт за българите в Ирландия (от 2008).

### Училища
Български училища са: Българско училище „Азбука“ – Дъблин (от 2008), Българско училище „Любознание“ – Корк (от 2010).

### Църковни общини
По идея и с помощта на силистренеца Искрен Кръстев в град Корк на 16 април (Лазаровден) 2011 година се основава Българска църковна община „Св. Преподобни Йоан Рилски“.